# Beurnevésin
Beurnevésin (antiguamente en alemán Brischwiler) es una comuna suiza del cantón del Jura, situada en el distrito de Porrentruy. Limita al noreste con la comuna de Pfetterhouse (FRA-68), al sureste con Bonfol, al suroeste con Damphreux, al oeste con Lugnez, y al noroeste con Réchésy (FRA-90).